# Финијас О’Конел
Финиас Берд О’Конел (енгл. Finneas Baird O'Connell; Лос Анђелес, 30. јул 1997) амерички је певач, композитор, музичар, продуцент и глумац. Објавио је низ соло синглова и написао музику за друге извођаче, укључујући своју сестру Били Ајлиш. Као глумац, О’Конел је познат по улози Алистера у серији „Гли”, продукције Фокс. Такође се појавио у епизоди серијe „Америчка породица” из АBC продукције и у две епизоде „Водолије“.

## Живот и каријера
Финијас Берд О’Конел рођен је у породици глумице Меги Берд и Патрика О’Конела и првенствено је ирског и шкотског порекла. Играо је улогу Алистера у последњој сезони музичко-комичне телевизијске емисије „Гли” 2015. године. О’Конел је одрастао у Лос Анђелесу и почео је да пише и продуцира музику са 12 година. О’Конел сарађује са сестром-певачицом Били Ајлиш: он је текстописац и продуцент њеног дебитантског ЕП-а Don't smile at me, који је достигао 14. место на америчкој листи Билборд 200, као и њен албум When We All Fall Asleep, Where Do We Go? који је дебитовао на првом месту на топ листама у Сједињеним Америчким Државама и Великој Британији.
Први самостални сингл „New Girl” Финијас је објавио 2016. године. За њега је објављен музички видео 2019. године. Клип је режирала Ема Сиднеј Мензиес, а поред О’Конела, у њему је глумила и глумица Џасмин Вега. Други сингл Ја сам заљубљен без тебе, објављен је 2017. године, а 2018. објавио је осам нових синглова: Break my heart again, Heaven, Life moves on, Landmine, Hollywood forever, College, Luck pusher и Let's fall in love for  the night. Почетком 2019. године О’Конел је свирао своје прве распродате концерте у Њујорку и Лос Анђелесу.

## Лични живот
Финијас О’Конел је у вези са јутјуберком Клаудијом Сулевски (енгл. Claudia Sulewski). Песму о Клаудији Финијас је написао одмах након њиховог првог састанка.

## Дискографија

### Мини албуми
- Blood Harmony (2019) [15]

### Синглови
- Maybe I am losing my mind (2015)
- Call me when you find yourself (2015)
- Your mother's favourite (2015)
- New girl (2016)
- I'm in love without (2017)
- Break my hert again (2018)
- Heaven (2018)
- Life moves on (2018)
- Landmine (2018)
- Hollywood forever (2018)
- College (2018)
- Luch pusher (2018)
- Let's fall in love for the night (2018)
- Claudia (2019)
- I lost a friend (2019)
- Angel (2019)
- Shelter (2019)
- I don't miss you at all (2019)
- Die alone (2019)

## Филмографија
| Година    | Наслов           | Улога       |
| --------- | ---------------- | ----------- |
| 2011      | Лоша учитељица   | Спенсер     |
| 2013      | Живот изнутра    | Шејн        |
| 2013      | Сутра            | Том         |
| 2013−2014 | Модерна породица | Рони        |
| 2014      | happySADhappy    | Ендру       |
| 2015      | Хор              | Алистер     |
| 2022      | Поцрвенела панда | Џеси (глас) |

| Година | Награда                      | Извођач           | Година            |
| ------ | ---------------------------- | ----------------- | ----------------- |
| 2016   | Come to think                | Gabrielle Current | сингл             |
| 2016   | Six feet under               | Billie Eilish     | сингл             |
| 2016   | Ocean eyes                   | Billie Eilish     | -                 |
| 2017   | Your eyes                    | The knocks        | Testify EP        |
| 2017   | Filthy rich                  | Evalyn            | сингл             |
| 2017   | Bellyache                    | Billie Eilish     | Don't smile at me |
| 2017   | Bored                        | Don't smile at me | сингл             |
| 2017   | Lost my mind                 | Alice Kristianses | сингл             |
| 2017   | Watch                        | Billie Eilish     | Don't smile at me |
| 2017   | Copycat                      | Billie Eilish     | Don't smile at me |
| 2017   | I don't wanna be you anymore | Billie Eilish     | Don't smile at me |
| 2017   | My boy                       | Billie Eilish     | Don't smile at me |
| 2017   | Party favour                 | Billie Eilish     | Don't smile at me |
| 2017   | Hostage                      | Billie Eilish     | Don't smile at me |